# Gli amici di Sara
Gli amici di Sara è una miniserie televisiva in otto episodi andata in onda per la prima volta il 23 giugno 1999 sulle reti Rai e Mediaset

## Descrizione
La miniserie rientra nell'ambito della sesta campagna informativa sull’AIDS promossa dal Ministero della Salute e prodotta dalle società Saatchi&Saatchi e Lux Vide.
Gli ideatori si proponevano la finalità di trattare l'AIDS in tutti i suoi aspetti  con un nuovo approccio e un nuovo linguaggio. Argomenti come la prevenzione, la diagnosi della malattia, i fattori di rischio e la solidarietà con i sieropositivi e malati, venivano affrontati per sensibilizzare il pubblico giovanile proponendo un modello sociale in cui potesse riconoscersi e offrendogli la possibilità di parlare di AIDS anche quando la malattia non era vissuta in prima persona.
Il racconto si snoda intorno alle vicende di cinque giovani che condividono lo stesso appartamento e che, per vari motivi, si trovano a confrontarsi con l'AIDS vivendo con responsabilità le loro scelte, in un continuo confronto e dialogo con gli amici e aiutandosi reciprocamente .
La serie è visibile sulla piattaforma YouTube a cura del canale "Uniti contro l'AIDS" .